# Overseas Koreans Foundation
Die Overseas Koreans Foundation (OKF) (koreanisch 재외동포재단) ist eine Non-Profit-Organisation des Ministry of Foreign Affairs (MOFA) in Südkorea.

## Ziele und Tätigkeiten
Seit ihrer Gründung unterstützt die Overseas Koreans Foundation im Ausland lebende Koreaner durch Bildungsprogramme, Förderung von kulturellen Veranstaltungen und Unterstützung von Netzwerken einflussreicher Koreaner im Ausland. Auch fördert die Organisation heute Programme für koreanischstämmige Jugendliche, die in sogenannten Camps aus allen Ländern der Welt in Südkorea zusammenkommen, sich dort kennenlernen und etwas über das Land erfahren und Kontakte knüpfen können. Auch ein sogenanntes Leadership Forum gehört mit zum Programm der Foundation sowie seit 1998 eine Mutterland-Tour für erwachsene Auslandskoreaner. Ziel der Organisation ist es, rund 7,5 Millionen Auslandskoreanern eine Bindung zum ursprünglichen Heimatland zu ermöglichen.

## Geschichte
Die Overseas Koreans Foundation wurde 1997 als eine Non-Profit-Organisation von dem damaligen Ministry of Foreign Affairs and Trade (MOFAT) gegründet. Die Basis für diese Gründung wurde in den frühen 1990er Jahren gelegt, als unter der Administration von Präsident Kim Young-sam (김영삼) neue Strategien und Handlungsanweisungen zur Unterstützung von Auslandskoreanern im Rahmen der Segyehwa (세계화) (Globalisierung) entwickelt wurden. Im Dezember 1995 gab die Regierung dann einen Plan bekannt, der die Bindung zwischen Koreanern im Heimatland und Auslandskoreanern verstärken sollte, aber unter anderem zu einer Kontroverse über die Frage führte, ob Auslandskoreaner über eine doppelte Staatsbürgerschaft verfügen sollten oder nicht. 1996 entschied die Kim-Regierung schließlich, dass die Politik bezüglich des Status der Auslandskoreanern darauf ausgerichtet sein sollte, Koreaner im Ausland zu ermutigen Bürger der Gastgeberstaaten zu werden. Mit dem Overseas Koreans Foundation Bill wurde 1997 dann die Grundlage zur Gründung der Foundation gelegt. Im September 1999 folgte dann das durch die Regierung von Präsident Kim Dae Jung (김대중) verabschiedete Overseas Koreans Law, das die Rechte und Interessen von Auslandskoreanern beschrieb. Im Oktober 2002 gründete die Foundation das Hansang Network, über das sich koreanische Experten des Business, der Industrie und der Wissenschaft weltweit austauschen können.

## First-Trip-Home-Programm
Nach Ende des Koreakriegs lebten viele Koreaner in bitterer Armut und so wurden ab 1953 von der koreanischen Regierung rund 160.000 Kinder in 15 Gastländern zur Adoption freigegeben. Die Freigabe von Kindern zur Adoption wurde auch nicht gestoppt, als Südkorea längst zu einer reichen Industrienation geworden war. Als in den 2000er Jahren sich die koreanische Regierung dieses Makels bewusst wurde, startete man ein Programm, über das die ehemals Adoptierten nun mittels staatlicher Unterstützung ihr Heimatland besuchen konnten, um nach ihren Wurzeln zu suchen und eventuell Familienangehörige kennenzulernen. Eine koreanische Stiftung und die Overseas Koreans Foundation waren die Träger des Programms.